# Sainte-Croix (Tarn)
Sainte-Croix é uma comuna francesa na região administrativa de Occitânia, no departamento de Tarn. Estende-se por uma área de 7,22 km². Em 2010 a comuna tinha 389 habitantes (densidade: 53,9 hab./km²).